# 루차라 전투
루차라 전투는 이탈리아 루차라 근처에서 1702년 8월 15일 벌어진 스페인 왕위 계승 전쟁의 전투 중 하나이다.

## 서막
1702년 여름 구아스탈라를 점령한 방돔 공작 루이조제프 드 부르봉(Louis Joseph, duc de Vendôme) 휘하의 프랑스군은 북쪽으로 방향을 돌려 보르고포르테(Borgoforte)를 포위할 목적으로 공격했다. 이 와중에 프랑스군은 포강의 강둑 오른쪽에 있는 루차라 근처에 진영을 설치했다.
사부아 공자 외젠(Prince Eugene of Savoy)이 이 소식을 들었을 때, 그는 만토바를 공격하던 중이었다. 그는 공성을 포기하고 사용가능한 모든 부대를 조직하여 방돔을 방해하려 하였다.
루차라 근처에 도착한 외젠은 그의 사령부를 리바(Riva)의 마을 근처 북쪽 몇 킬로미터 떨어진 곳에 사령부를 설치했다.

## 전투
방돔은 오른쪽에 오스트리아군과 대치하고 왼쪽에는 포강이 있어 유리한 위치를 점하고 있었고, 계속 방어를 준비하고 있었다. 지세를 살펴보면 개방된 평야에 여러 수로들, 울타리와 큰 관목들이 널려있었다.
오스트리아군은 다운(Daun), 보데몽(Vaudemont), 헤센-다름슈타트의 게오르크 공작(Prince George of Hesse-Darmstad)과 구이도 슈타렘베르크(Guido Starhemberg)와 같은 숙련된 장군들과 병사들이 있었다.
8월 15일 아침, 외젠은 자신의 군대가 충분히 쉴때까지 기다리다 그들을 급박하게 소집하여 전선에 도착하였다. 약 오후 5시쯤, 그의 계획은 강쪽으로 적을 분산시켜 그들을 포위하는 것이었다. 그는 몇번 공격을 계속했으나 프랑스군의 강한 저항으로 효율적인 결과를 얻지못했다.
전투는 어두워질때까지 계속되었다.
이 전투이후에 양군은 프랑스군이 1702년의 전역을 끝내기 위해 11월 4일 먼저 철군할 때까지 대치상태를 계속하게 되었다.